# Мур, Мэри Тайлер
Мэри Тайлер Мур (англ. Mary Tyler Moore; 29 декабря 1936, Бруклин, Нью-Йорк — 25 января 2017, Гринвич, Коннектикут) — американская актриса, комедиантка, певица и продюсер, неоднократная обладательница премий «Эмми» и «Золотой глобус».

## Карьера
Первоначальную широкую известность ей принесла роль Лауры Петри в ситкоме «Шоу Дика Ван Дайка» (1961—1966), за которую актриса получила две премии «Эмми» в категории «Лучшая актриса в комедийном сериале» и «Золотой глобус» «За лучшую женскую роль в телевизионном сериале — комедия или мюзикл». Позже она достигла ещё большей известности благодаря собственной комедии «Шоу Мэри Тайлер Мур» (1970—1977), в котором играла Мэри Ричардс, одинокую и независимую женщину за тридцать, которая работает ведущей новостей на канале WJM-TV в Миннеаполисе. Эта роль принесла актрисе ещё четыре премии «Эмми», «Золотой глобус», а также статус иконы телевидения.
В 1980 году актриса сменила амплуа комедийной актрисы, исполнив главную роль в фильме «Обыкновенные люди», который принес ей номинации на премии «Оскар» в категории «За лучшую женскую роль», а также победу на «Золотом глобусе» за «Лучшую женскую роль — драма».
Кроме актёрской карьеры достигла успеха как продюсер, открыв в 1969 году собственную студию MTM Enterprises, которая за свою историю выпустила ряд успешных телесериалов, фильмов, а также различных телевизионных программ. Мур также принимала активное участие во многих общественно полезных программах, таких как защита прав животных и помощь больным сахарным диабетом, которым актриса болела с начала семидесятых. На протяжении десятилетий страдала от алкоголизма, который у неё начался после того как в 1980 году в возрасте 24 лет погиб её сын. Она проходила курс лечения от пагубного пристрастия в середине восьмидесятых. В мае 2011 года актриса перенесла операцию на мозге по удалению доброкачественных менингиом.
За свою карьеру в общей сложности получила семь премий «Эмми», три «Золотых глобуса», две «Тони», четыре премии «Выбор народа», а также была номинирована на BAFTA и «Оскар». В 1992 году она была удостоена собственной звезды на «Голливудской аллее славы», в 2002 получила специальную премию American Comedy Awards, а в 2012 году была удостоена награды Гильдии киноактёров США «За вклад в кинематограф». В знак признания в её честь была возведена статуя в центре Миннеаполиса.

## MTM Enterprises
Основала производственную компанию MTM Enterprises в 1969 году. Первым её детищем стало «Шоу Мэри Тайлер Мур». После успеха шоу её бизнес начал расширяться, и в 1972 году она запустила «Шоу Боба Ньюхарта», которое достигло успеха, просуществовав на экранах шесть сезонов, а затем спин-офф «Шоу Мэри Тайлер Мур» — «Рода» с Валери Харпер. «Рода» имела большой успех в телевизионных рейтингах, особенно в первые два сезона, даже опередив своего предшественника. Кроме того сериал был благоприятно встречен критиками и получил премию «Золотой глобус» в категории «Лучший телевизионный сериал — комедия или мюзикл» в 1975 году, а также две премии «Эмми», в том числе и в категории «за лучшую женскую роль в комедийном телесериале». Сериал также стал знаковым в истории телевидения. Пилотный эпизод, который вышел в эфир 9 сентября 1974 года, поставил беспрецедентный рекорд, став первым и единственным в истории телевидения дебютом сериала, который возглавил рейтинговую таблицу Нильсена, с огромным разрывом победив трансляцию важнейшего футбольного матча на ABC. Кроме того эпизод, в котором была показана свадьба главной героини, смотрело рекордное количество зрителей для сериалов 1970-х годов: более 52 миллионов американцев, более половины зрительской аудитории США. Этот эпизод также был встречен огромным количеством положительной критики и позже был назван «Телевизионным феноменом». Мур запустила ещё один спин-офф от своего шоу — ситком «Филлис» с Клорис Личмен. Он просуществовал в эфире лишь два сезона. Хотя студия выпустила ещё несколько провальных шоу, очередной спин-офф «Шоу Мэри Тайлер Мур» — на этот раз драма «Лу Грант», стартовавшая в 1977 году, добилась успеха как в рейтингах, так и у критиков, выиграв две премии «Эмми» за лучший драматический сериал. В восьмидесятых самыми успешными проектами студии стали сериалы «Блюз Хилл-стрит» (1981—1987), «Ремингтон Стил» (1982—1987), «Сент-Элсвер» (1982—1988) и «Ньюхарт» (1982—1990). После череды малоуспешных проектов в первой половине девяностых, 15 августа 1998 года MTM Enterprises была продана 20th Century Fox. В 1984 году на базе студии она открыла звукозаписывающий лейбл MTM Records.

## Фильмография

### Фильмы
| Год  | Название на русском                             | Название на английском                        | Роль                   | Примечания          |
| ---- | ----------------------------------------------- | --------------------------------------------- | ---------------------- | ------------------- |
| 1957 | Операция Бешеный шар                            | Operation Mad Ball                            | армейская медсестра    | Не указана в титрах |
| 1958 | Однажды на лошади...                            | Once Upon a Horse…                            | танцовщица в салуне    | Не указана в титрах |
| 1961 | Икс-15                                          | X-15                                          | Памела Стюарт          |                     |
| 1967 | Весьма современная Милли                        | Thoroughly Modern Millie                      | Мисс Дороти Браун      |                     |
| 1968 | Что плохого в наших нежных чувствах?            | What’s So Bad About Feeling Good?             | Лиз                    |                     |
| 1968 | Не просто стой Там!                             | Don’t Just Stand There!                       | Мартин Рэндалл         |                     |
| 1969 | Смена привычки                                  | Change of Habit                               | Сестра Мишель Галлахер |                     |
| 1969 | Кривая миля                                     | Run a Crooked Mile                            | Элизабет Сэттон        |                     |
| 1978 | Сперва ты плачешь                               | First, You Cry                                | Бетти Роллин           |                     |
| 1980 | Обыкновенные люди                               | Ordinary People                               | Бет Джарретт           |                     |
| 1982 | Шесть недель                                    | Six Weeks                                     | Шарлотта Дрейфус       |                     |
| 1984 | Звуки сердец                                    | Heartsounds                                   | Марта Вайнман Лир      |                     |
| 1985 | Финнеган начинает сначала                       | Finnegan Begin Again                          | Лиз Дэйнах             |                     |
| 1986 | Только между друзьями                           | Just Between Friends                          | Холли Дэвис            |                     |
| 1988 | Линкольн                                        | Lincoln                                       | Мэри Тодд Линкольн     |                     |
| 1990 | Самый лучший год                                | The Last Best Year                            | Венди Халлер           |                     |
| 1990 | День Благодарения                               | Thanksgiving Day                              | Паула Склосс           |                     |
| 1993 | Похищенные дети                                 | Stolen Babies                                 | Джорджия Танн          |                     |
| 1996 | Похищенные Воспоминания: Секреты от Розы Гарден | Stolen Memories: Secrets from the Rose Garden | Джессика               |                     |
| 1996 | Не будите спящую собаку                         | Flirting with Disaster                        | Перл Коплин            |                     |
| 1996 | Голубая стрела                                  | The Blue Arrow                                | Бабушка Роза           | Озвучивание         |
| 1997 | Шантаж                                          | Keys to Tulsa                                 | Синтия Будро           |                     |
| 1997 | Возврат                                         | Payback                                       | Кэтрин Стэнфилл        |                     |
| 2000 | Мэри и Рода                                     | Mary and Rhoda                                | Мэри Ричардс-Кронин    |                     |
| 2000 | Родовые схватки                                 | Labor Pains                                   | Эстер Раймонд          |                     |
| 2001 | Хорошая мать, хороший сын                       | Like Mother Like Son                          | Сантэ Кэймс            |                     |
| 2002 | Обманщики                                       | Cheats                                        | Миссис Старк           |                     |
| 2002 | Мисс Летти и я                                  | Miss Lettie and Me                            | Летти Андерсон         |                     |
| 2003 | Блессинги                                       | Blessings                                     | Лидия Блессинг         |                     |
| 2003 | Игра с Джином                                   | The Gin Game                                  | Фонша Дорси            |                     |
| 2005 | Чудесный снег                                   | Snow Wonder                                   | Тетя Лула              |                     |
| 2009 | Против течения                                  | Against the Current                           | Мама Лиз               |                     |

### Телевидение
| Год       | Название на русском  | Название на английском    | Роль                 | Примечания      |
| --------- | -------------------- | ------------------------- | -------------------- | --------------- |
| 1957      | Шоу Джорджа Бёрнса   | The George Burns Show     | Линда Нокс           | 1 эпизод        |
| 1960-1961 | Гавайская семья      | Hawaiian Eye              | Джоан Уайт           | 4 эпизода       |
| 1961-1966 | Шоу Дика Ван Дайка   | The Dick Van Dyke Show    | Лаура Петри          | 157 эпизодов    |
| 1970-1977 | Шоу Мэри Тайлер Мур  | Mary Tyler Moore          | Мэри Ричардс         | 168 эпизодов    |
| 1976-1977 | Филлис               | Phyllis                   | Мэри Ричардс         | 2 эпизода       |
| 1974-1977 | Рода                 | Rhoda                     | Мэри Ричардс         | 6 эпизодов      |
| 1979      | Час Мэри Тайлер Мур  | The Mary Tyler Moore Hour | Мэри Маккиннон       | 11 эпизодов     |
| 1985-1986 | Мэри                 | Mary                      | Мэри Бреннер         | 13 эпизодов     |
| 1988-1989 | Энни Магуайер        | Annie McGuire             | Энни Магуайер        | 10 эпизодов     |
| 1994      | Фрейзер              | Frasier                   | камео                | Голос, 1 эпизод |
| 1995      | Новости Нью-Йорка    | New York News             | Луиза Фэлкотт        | 13 эпизодов     |
| 2006      | Шоу 70-х             | That '70s Show            | Кристина Сэнт Джордж | 3 эпизода       |
| 2009      | Помадные джунгли     | Lipstick Jungle           | Джойс                | 2 эпизода       |
| 2011      | Красотки в Кливленде | Hot in Cleveland          | камео                | 1 эпизод        |

## Награды и номинации
| Год  | Награда                                          | Категория                                                        | Работа                          | Результат |
| ---- | ------------------------------------------------ | ---------------------------------------------------------------- | ------------------------------- | --------- |
| 1963 | Прайм-таймовая премия «Эмми»                     | Лучшая актриса в комедийном телесериале                          | «Шоу Дика Ван Дайка»            | Номинация |
| 1964 | «Эмми»                                           | Лучшая актриса в комедийном телесериале                          | «Шоу Дика Ван Дайка»            | Победа    |
| 1965 | «Золотой глобус»                                 | «Лучшая телевизионная звезда»                                    | «Шоу Дика Ван Дайка»            | Победа    |
| 1966 | «Эмми»                                           | Лучшая актриса в комедийном телесериале                          | «Шоу Дика Ван Дайка»            | Победа    |
| 1967 | Laurel Awards                                    | Новая звезда                                                     |                                 | Победа    |
| 1971 | «Золотое яблоко»                                 | Звезда года                                                      | Победа                          |           |
| 1971 | «Золотой глобус»                                 | Лучшая женская роль в телевизионном сериале — комедия или мюзикл | «Шоу Мэри Тайлер Мур»           | Победа    |
| 1971 | «Эмми»                                           | Лучшая актриса в комедийном телесериале                          | «Шоу Мэри Тайлер Мур»           | Номинация |
| 1971 | «Эмми»                                           | Лучший комедийный сериал (как продюсер)                          | «Шоу Мэри Тайлер Мур»           | Номинация |
| 1972 | «Золотой глобус»                                 | Лучшая женская роль в телевизионном сериале — комедия или мюзикл | «Шоу Мэри Тайлер Мур»           | Номинация |
| 1972 | «Эмми»                                           | Лучшая актриса в комедийном телесериале                          | «Шоу Мэри Тайлер Мур»           | Номинация |
| 1972 | «Эмми»                                           | Лучший комедийный сериал                                         | «Шоу Мэри Тайлер Мур»           | Номинация |
| 1973 | «Золотой глобус»                                 | Лучшая женская роль в телевизионном сериале — комедия или мюзикл | «Шоу Мэри Тайлер Мур»           | Номинация |
| 1973 | «Эмми»                                           | Лучшая актриса в комедийном телесериале                          | «Шоу Мэри Тайлер Мур»           | Победа    |
| 1973 | «Эмми»                                           | Лучший комедийный сериал                                         | «Шоу Мэри Тайлер Мур»           | Номинация |
| 1974 | «Золотой глобус»                                 | Лучшая женская роль в телевизионном сериале — комедия или мюзикл | «Шоу Мэри Тайлер Мур»           | Номинация |
| 1974 | «Эмми»                                           | Лучшая актриса в комедийном телесериале                          | «Шоу Мэри Тайлер Мур»           | Победа    |
| 1974 | «Эмми»                                           | Актриса года                                                     | «Шоу Мэри Тайлер Мур»           | Победа    |
| 1974 | «Эмми»                                           | Лучший комедийный сериал                                         | «Шоу Мэри Тайлер Мур»           | Номинация |
| 1975 | «Выбор народа»                                   | Любимая телезвезда                                               | «Шоу Мэри Тайлер Мур»           | Победа    |
| 1975 | «Золотой глобус»                                 | Лучшая женская роль в телевизионном сериале — комедия или мюзикл | «Шоу Мэри Тайлер Мур»           | Номинация |
| 1975 | «Эмми»                                           | Лучшая актриса в комедийном телесериале                          | «Шоу Мэри Тайлер Мур»           | Номинация |
| 1975 | «Эмми»                                           | Лучший комедийный сериал                                         | «Шоу Мэри Тайлер Мур»           | Победа    |
| 1976 | «Выбор народа»                                   | Лучший артист                                                    | «Шоу Мэри Тайлер Мур»           | Победа    |
| 1976 | «Золотой глобус»                                 | Лучшая женская роль в телевизионном сериале — комедия или мюзикл | «Шоу Мэри Тайлер Мур»           | Номинация |
| 1976 | «Эмми»                                           | Лучшая актриса в комедийном телесериале                          | «Шоу Мэри Тайлер Мур»           | Победа    |
| 1976 | «Эмми»                                           | Лучший комедийный сериал                                         | «Шоу Мэри Тайлер Мур»           | Победа    |
| 1977 | «Золотой глобус»                                 | Лучшая женская роль в телевизионном сериале — комедия или мюзикл | «Шоу Мэри Тайлер Мур»           | Номинация |
| 1977 | «Эмми»                                           | Лучшая актриса в комедийном телесериале                          | «Шоу Мэри Тайлер Мур»           | Номинация |
| 1977 | «Эмми»                                           | Лучший комедийный сериал                                         | «Шоу Мэри Тайлер Мур»           | Победа    |
| 1978 | «Выбор народа»                                   | Любимая телезвезда                                               |                                 | Победа    |
| 1979 | «Выбор народа»                                   | Любимая телезвезда                                               | Победа                          |           |
| 1979 | «Эмми»                                           | Лучшая актриса в мини-сериале или фильме                         | «Первый призыв к вам»           | Номинация |
| 1980 | «Золотое яблоко»                                 | Звезда года                                                      |                                 | Победа    |
| 1980 | «Драма Деск»                                     | Лучшая актриса в пьесе                                           | «Чья это жизнь в конце концов?» | Номинация |
| 1980 | «Тони»                                           | Специальная премия                                               | «Чья это жизнь в конце концов?» | Победа    |
| 1981 | «Золотой глобус»                                 | Лучшая женская роль в кинофильме— драма                          | «Обыкновенные люди»             | Победа    |
| 1981 | «Оскар»                                          | Лучшая женская роль                                              | «Обыкновенные люди»             | Номинация |
| 1981 | «Театральное общество Гарвардского университета» | Женщина года                                                     |                                 | Победа    |
| 1982 | BAFTA                                            | Лучшая женская роль                                              | «Обыкновенные люди»             | Номинация |
| 1984 | «Женщины в кино»                                 | Специальная премия                                               |                                 | Победа    |
| 1984 | «Драма Деск»                                     | Лучшая пьеса                                                     | «Безумные подмостки»            | Номинация |
| 1984 | «Тони»                                           | Лучшая пьеса                                                     | «Безумные подмостки»            | Номинация |
| 1985 | «Эмми»                                           | Лучшая актриса в мини-сериале или фильме                         | «Звуки сердец»                  | Номинация |
| 1985 | CableACE Award                                   | Лучшая актриса в мини-сериале или фильме                         | «Финнеган начинает сначала»     | Номинация |
| 1985 | «Тони»                                           | Лучшая возрожденная пьеса                                        | «День в смерти Джо Эгга»        | Победа    |
| 1986 | «Драма Деск»                                     | Лучшая новая пьеса                                               | «Благотворители»                | Номинация |
| 1986 | «Тони»                                           | Лучшая пьеса                                                     | «Благотворители»                | Номинация |
| 1987 | American Comedy Awards                           | Специальная премия                                               |                                 | Победа    |
| 1988 | «Эмми»                                           | Лучшая актриса в мини-сериале или фильме                         | «Линкольн»                      | Номинация |
| 1992 | Голливудская «Аллея славы»                       | Звезда на Аллее славы                                            |                                 | Победа    |
| 1993 | «Эмми»                                           | Лучшая актриса второго плана в мини-сериале или фильме           | «Похититель детей»              | Победа    |
| 1994 | CableACE Award                                   | Лучшая актриса второго плана в мини-сериале или фильме           | «Похититель детей»              | Номинация |
| 1997 | «Общество независимого кино Бостона»             | Лучшая актриса второго плана                                     | «Не будите спящую собаку»       | Победа    |
| 2000 | «Ассоциация телевизионных критиков»              | Специальная премия                                               |                                 | Победа    |
| 2001 | «Видео награда»                                  | Лучшая актриса второго плана                                     | «Неожиданно беременна»          | Номинация |
| 2002 | «Общество сценаристов Америки»                   | Специальный приз                                                 |                                 | Победа    |
| 2003 | CAMIE Awards                                     | Лучший фильм                                                     | «Возрожденная любовь»           | Победа    |
| 2003 | «Премия канала TV Land»                          | Самая стильная звезда прошлого                                   | «Шоу Мэри Тайлер Мур»           | Номинация |
| 2004 | «Спутниковая награда»                            | Лучшая актриса в мини-сериале или фильме                         | «Благословение»                 | Номинация |
| 2004 | «Премия канала TV Land»                          | Шоу, изменившее телевидение                                      | «Шоу Мэри Тайлер Мур»           | Победа    |
| 2007 | «Ассоциация телевизионных критиков»              | Премия за заслуги всей жизни                                     |                                 | Победа    |
| 2012 | «Премия Гильдии киноактёров США»                 | Премия за вклад в кинематограф                                   | Победа                          |           |

Источник: